# Calophyllum rufinerve
Calophyllum rufinerve är en tvåhjärtbladig växtart som beskrevs av Kanehira och Hatusima. Calophyllum rufinerve ingår i släktet Calophyllum och familjen Calophyllaceae. Inga underarter finns listade i Catalogue of Life.